# Sormida ziczac
Sormida ziczac là một loài bọ cánh cứng trong họ Cerambycidae.